# Hylemera altivolans
Hylemera altivolans là một loài bướm đêm trong họ Geometridae.